# Pyrgometopa penicillata
Pyrgometopa penicillata är en tvåvingeart som beskrevs av Kertesz 1901.

## Taxonomi
Pyrgometopa penicillata ingår i släktet Pyrgometopa och familjen daggflugor.

## Utbredning
Artens utbredningsområde är Peru.